# Alberto Ribolla
Alberto Ribolla (Bergamo, 17 dicembre 1984) è un politico italiano.

## Biografia
Dottore commercialista, Revisore legale e Revisore degli Enti Locali.
Diplomato a pieni voti presso il Liceo Scientifico Mascheroni di Bergamo, si è laureato in Economia ed Amministrazione delle Imprese e ha conseguito con lode la laurea magistrale in Management, Finanza ed International Business.
Iscritto alla Lega Nord dal 2002, è stato Coordinatore Cittadino e Provinciale dei Giovani della Lega.
Nel 2007 è stato eletto Senatore Accademico presso l’Università degli Studi di Bergamo. 
È stato conduttore di Radio Padania Libera.
Ha collaborato con il Ministero della Gioventù, con il gruppo parlamentare della Lega Nord alla Camera, con il gruppo Lega Nord in Regione Lombardia e con l'Assessorato al Bilancio di Regione Lombardia.
È stato membro del Consiglio Direttivo dell'Agenzia Nazionale per i Giovani e membro del Forum Nazionale dei Giovani.
Ha fatto parte del Direttivo Provinciale della Lega di Bergamo dal 2004 al 2022 ed ha ricoperto la carica di Segretario Cittadino di Bergamo città dal 2016 al 2018.
È stato membro del Coordinamento Federale dei Giovani della Lega e ha ricoperto la carica di Coordinatore Nazionale del Movimento Universitario Padano.
Da novembre 2021 è stato nominato Responsabile del Dipartimento Economia e Lavoro della Lega Lombarda.

### Elezione a Consigliere Comunale
Alle elezioni amministrative del 6 e 7 giugno 2009 viene eletto Consigliere Comunale della Città di Bergamo. È membro della I Commissione Bilancio, della II Commissione Lavori Pubblici e della III Commissione Urbanistica. Viene eletto Vice Presidente della Commissione Speciale Trasparenza. 
Alle elezioni amministrative del 25 maggio 2014 viene rieletto Consigliere Comunale con 404 preferenze, primo della lista della Lega e fra i più votati in città. È membro della I Commissione Bilancio, della II Commissione Lavori Pubblici, della Commissione Speciale Trasparenza.
Nuovamente rieletto anche alle elezioni amministrative del 26 maggio 2019, con 519 preferenze (ancora una volta primo della lista della Lega e tra i più votati di tutte le liste), diviene membro della II Commissione Lavori Pubblici.
Alle elezioni dell’8 e 9 giugno 2024 viene rieletto per la quarta volta con 284 preferenze (primo della lista della Lega).
Dal 2009 al 2020 è Capogruppo del gruppo Consiliare della Lega.
Il 27 giugno 2024 viene eletto, all’unanimità, Vice Presidente del Consiglio Comunale di Bergamo.

### Elezione a Deputato
Alle elezioni politiche del 2018 è eletto deputato della Lega, nella lista proporzionale della Provincia di Bergamo.
È membro, dal 2018, della III Commissione Affari Esteri e Comunitari e della Delegazione italiana presso l'Assemblea Parlamentare del Consiglio d’Europa. Dal novembre 2019 è membro dell'Ufficio di Presidenza del Gruppo "European Conservatives and Democratic Alliance" presso la stessa Assemblea Parlamentare. È membro effettivo dalla Commissione Affari Politici e Democrazia e della Commissione Monitoraggio. È membro supplente della Commissione Cultura.
Dal 2018 a settembre 2019 è membro della V Commissione Bilancio, Tesoro e Programmazione.
Dal marzo 2021 è anche membro della Commissione Finanze.
Nel settembre 2021 è capo delegazione di una commissione europea per monitorare l'andamento delle elezioni in Marocco. Durante il mandato come membro del Consiglio d’Europa ha partecipato altresì a monitoraggi elettorali (e a missioni pre elettorali ristrette) in loco in Armenia, Azerbaigian, Georgia, Albania, Bulgaria, Moldavia, Kirghizistan, Russia, Serbia, Bosnia ed Erzegovina e Turchia.
È Presidente dell'Unione Interparlamentare di amicizia Italia - Australia.